# Nepřirozený výběr (Hvězdná brána)
Nepřirozený výběr je 12 epizoda 6 řady sci-fi seriálu Hvězdná brána.

## Popis děje
(Pokračování epizody Prométheus)
Tým SG-1 právě zvítězil nad zločinci, kteří se pokoušeli odletět s Prométhem, a radí se, co dělat dál, když se na lodi objeví Thór. Jack O'Neill ho uvítá a ptá se, jestli jim pomůže dostat se na Zem, když mu Thór řekne, že naopak on potřebuje pomoc. Asgardi připravili Replikátorům past na planetě Halla s časovým polem tak, aby se Replikátorům zpomalil čas a Asgardi mohli vymyslet řešení, ale Replikátorům se podařilo dostat se do něj a způsobit, aby fungoval opačně. SG-1 musí doletět na Hallu a spravit to. Po příletu je však zajme 5 lidských Replikátorů, vytvořených jako kopie androida Reese. Replikátoři týmu přečtou myšlenky. Pátý Replikátor, který byl chybně vytvořen, však slíbí Carterové, že jim pomůže. Carterová mu slíbí, že ho vezmou při útěku s sebou, ale slib na O'Neillův rozkaz poruší a tým unikne. Všichni Replikátoři tak zůstanou uvězněni v časovém poli.